# Turnaround (economia)
Con il termine turnaround si intende, nell'ambito aziendale, il piano di risanamento e di ristrutturazione profonda di una azienda in crisi. 

## Funzionamento
Il turnaround verte su due momenti, il primo volto a porre termine alle cause, ove possibile, che hanno portato alla crisi dell'azienda, il secondo teso al perseguimento di un piano di recupero della redditività. Negli anni, la specializzazione professionale ha portato alcuni manager ad assumere una forte connotazione di "ristrutturatori", quali ad esempio Enrico Bondi nei caso della Parmalat e dell'Ilva. Negli ultimi anni sono ritornati estremamente attivi i fondi di investimento di Private Equity dedicati, che hanno gestito alcuni dei più importanti turnaround nel mondo occidentale.